# Drew Timme
Andrew Matthew Timme, detto Drew (Richardson, 9 settembre 2000), è un cestista statunitense, professionista nella NBA con i Brooklyn Nets.

## Carriera
Dopo aver completato la carriera collegiale con i Gonzaga Bulldogs, non viene scelto al Draft NBA 2023, rimanendo undrafted. Gioca due anni in G League per i Wisconsin Herd, gli Stockton Kings e i Long Island Nets, per poi firmare, nel 2025, con i Brooklyn Nets.

## Statistiche

### College
| Anno      | Squadra          | PG  | PT  | MP   | TC%  | 3P%  | TL%  | RP  | AP  | PRP | SP  | PP   |
| --------- | ---------------- | --- | --- | ---- | ---- | ---- | ---- | --- | --- | --- | --- | ---- |
| 2019-2020 | Gonzaga Bulldogs | 33  | 4   | 20,5 | 61,8 | 33,3 | 61,1 | 5,4 | 1,3 | 0,5 | 0,9 | 9,8  |
| 2020-2021 | Gonzaga Bulldogs | 32  | 32  | 28,2 | 65,5 | 28,6 | 69,6 | 7,0 | 2,3 | 0,7 | 0,7 | 19,0 |
| 2021-2022 | Gonzaga Bulldogs | 32  | 32  | 28,0 | 58,6 | 28,6 | 67,8 | 6,8 | 2,8 | 0,3 | 0,8 | 18,4 |
| 2022-2023 | Gonzaga Bulldogs | 37  | 37  | 31,5 | 61,6 | 16,7 | 63,2 | 7,5 | 3,2 | 0,6 | 1,0 | 21,2 |
| Carriera  | Carriera         | 134 | 105 | 27,2 | 61,8 | 25,0 | 65,6 | 6,7 | 2,4 | 0,5 | 0,9 | 17,2 |

### NBA

#### Regular Season
| Anno      | Squadra       | PG | PT | MP   | TC%  | 3P%  | TL%  | RP  | AP  | PRP | SP  | PP   |
| --------- | ------------- | -- | -- | ---- | ---- | ---- | ---- | --- | --- | --- | --- | ---- |
| 2024-2025 | Brooklyn Nets | 9  | 2  | 28,2 | 44,1 | 25,7 | 62,5 | 7,2 | 2,2 | 0,4 | 0,1 | 12,1 |
| Carriera  | Carriera      | 9  | 2  | 28,2 | 44,1 | 25,7 | 62,5 | 7,2 | 2,2 | 0,4 | 0,1 | 12,1 |

### G League

#### Regular Season
| Anno      | Squadra          | PG | PT | MP   | TC%  | 3P%  | TL%  | RP   | AP  | PRP | SP  | PP   |
| --------- | ---------------- | -- | -- | ---- | ---- | ---- | ---- | ---- | --- | --- | --- | ---- |
| 2023-2024 | Wisconsin Herd   | 27 | 7  | 21,8 | 58,2 | 38,1 | 52,8 | 5,9  | 1,9 | 0,6 | 0,9 | 9,7  |
| 2024-2025 | Stockton Kings   | 14 | 0  | 19,0 | 52,3 | 11,8 | 72,7 | 6,2  | 2,6 | 0,3 | 0,4 | 11,9 |
| 2024-2025 | Long Island Nets | 29 | 28 | 35,6 | 57,4 | 38,5 | 73,1 | 10,2 | 4,1 | 0,9 | 0,8 | 23,9 |
| Carriera  | Carriera         | 70 | 35 | 27,0 | 56,7 | 34,5 | 68,7 | 7,8  | 2,9 | 0,7 | 0,7 | 16,1 |

## Palmarès

### College
- Karl Malone Award (2021)